# Борова Гора (Підкарпатське воєводство)
Борова Гора (пол. Borowa Góra) — село в Польщі, у гміні Любачів Любачівського повіту Підкарпатського воєводства.
Населення — 204 особи (2011).

## Розташування
Село лежить на Терногородському плато за 7 км від кордону з Україною, за 8 км на схід від повітового міста Любачів і за 88 км на схід від воєводського міста Ряшів. Знаходиться у давньому українському етнічному регіоні Любачівщина.

## Історія
У 1880 р. Борова Гора була присілком села Башня Горішня. На початку XX ст. в селі були читальня «Просвіти» під головуванням Івана Чабана, кооператива, двокласна утраквістична (з польською і частково українською мовою навчання) школа, у якій навчався 161 учень, з них 121 — діти греко-католиків.
Населення на 1.01.1939 р. складало 1010 осіб, з них: 790 — українці-грекокатолики, 170 — українці-римокатолики, 20 — поляки, 30 — євреї. Греко-католики належали до парафії Башня Горішня Любачівського деканату Перемишльської єпархії. В селі працювала молочарня, було кілька тартаків. Село належало до Любачівського повіту Львівського воєводства. У складі повіту 27 листопада 1939 р. село включене до новоутвореної Львівської області. У жовтні 1944 року західна частина області включно з селом передана Польщі.
Після Другої світової в ході терору проти українців загинуло 40 жителів села, 35 осіб пішли в УПА і підпілля ОУН. Українці були вивезені до СРСР, а ті, що залишилися, депортовані на понімецьку територію північної Польщі.
У 1975—1998 роках село належало до Перемишльського воєводства.

## Демографія
Демографічна структура станом на 31 березня 2011 року:
|          | Загалом | Допрацездатний вік | Працездатний вік | Постпрацездатний вік |
| -------- | ------- | ------------------ | ---------------- | -------------------- |
| Чоловіки | 98      | 24                 | 63               | 11                   |
| Жінки    | 106     | 17                 | 63               | 26                   |
| Разом    | 204     | 41                 | 126              | 37                   |